# Kenta
Kenta Kobayashi (小林健太 Kobayashi Kenta, nascido em 12 de março de 1981) é um lutador profissional japonês, mais conhecido como Kenta (estilizado em letras maiúsculas). Ele trabalhou para a WWE no território de desenvolvimento NXT e no 205 live sob o ring name Hideo Itami. Ele também é um ex-kickboxer amador, e o estilo de luta livre de Kenta é baseado em chutes e strikes.
Ele é mais conhecido por trabalhar para a Pro Wrestling NOAH, onde ele foi uma vez Global Honored Crown (GHC) Heavyweight Champion, três vezes GHC Junior Heavyweight e uma vez GHC Tag Team Champion. Ele também foi o vencedor do Global League de 2012 e do 2013 Global Tag League. Ele começou sua carreira no All Japan Pro Wrestling (AJPW), antes de se mudar para Pro Wrestling NOAH; através do envolvimento na Global Professional Wrestling Alliance, surgiu uma organização global de promoções de cooperação que permitem aos seus concorrentes viajar ao exterior para outras empresas, permitindo a ele lutar extensivamente na promoção americana Ring of Honor (ROH). Ele inicialmente lutou sob o seu verdadeiro nome, mas devido à confusão com o seu mentor Kenta Kobashi (em Inglês e Japonês), ele deixou de usar seu sobrenome e começou apenas usando seu primeiro nome, que ele explicita com letras romanas em todas as letras.
Kobayashi ganhou vários títulos no wrestling profissional em sua carreira: o GHC Junior Heavyweight Championship, que deteve em três ocasiões, além de ser GHC Junior Heavyweight Tag Team Champion duas vezes; uma vez que foi o reinado inaugural com o parceiro de longa data e rival, Naomichi Marufuji, possuindo um reinado de quase dois anos, também tendo um reinado com Taiji Ishimori.

## Carreira no wrestling profissional

### All Japan Pro Wrestling (2000)
Antes da luta livre profissional, Kobayashi teve uma variedade de esportes praticados, incluindo beisebol e kickboxing; este último veio a ser uma base sólida em seu estilo de luta livre, muitas vezes referido como shoot style. Kobayashi fez sua estréia no wrestling profissional em 24 de Maio de 2000 contra o futuro aliado e rival, Naomichi Marufuji, no All Japan Pro Wrestling (AJPW). Ele não permaneceu na empresa por muito tempo pois Mitsuharu Misawa, presidente em exercício da AJPW, decidiu separar-se da sociedade na sequência de uma disputa com outras forças, levando assim a Misawa formando sua própria companhia, Pro Wrestling NOAH.

### WWE

#### NXT (2014–2019)

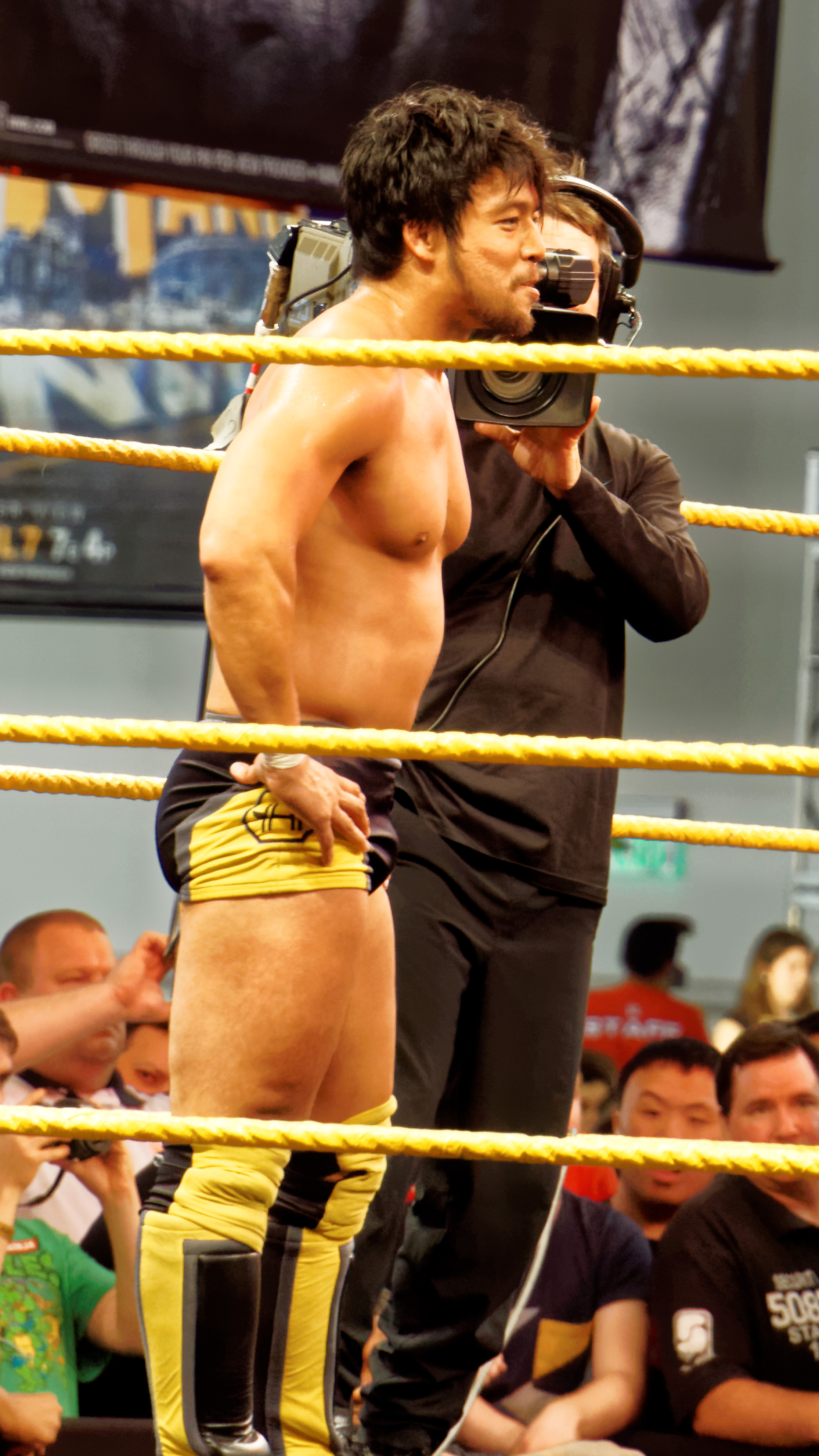
Itami em Março de 2015

Em 27 de janeiro de 2014, Kenta, com a bênção da NOAH, entrou no WWE Performance Center, em Orlando, Florida para um tryout (passagem curta). Em um comunicado de imprensa, Kenta alegou que ele não estava atrás de um contrato de WWE, mas só queria realizar um sonho e participar de um treino. Em 27 de junho, Tokyo Sports informou que Kenta tinha assinado com a WWE. Sua contratação foi anunciada oficialmente durante um segmento no ringue em 12 de julho em Osaka. Kobayashi se mudou para Orlando para voltar a treinar no Performance Center, logo após indo para o território de desenvolvimento NXT.
Kobayashi estreou em 11 de setembro no NXT TakeOver: Fatal 4-Way , introduzido por William Regal, onde anunciou o seu novo ring name, Hideo Itami, que significa "Hero of Pain", e atacou a The Ascension quando os mesmos iriam atacar Regal. Itami fez sua estréia no ringue nas gravações do dia seguinte no NXT, derrotando Justin Gabriel, depois sendo atacado pela The Ascension. Nas semanas seguintes, Itami continuou em briga com a Ascension, mas acabou sendo atacado várias vezes por estar em desvantagem númerica; o enredo foi que, como um recém-chegado no NXT, Itami não tinha nenhum amigo no vestiário para ajudá-lo. Isto continuou até novembro, quando Finn Bálor estreou como o novo parceiro de Itami. Depois de semanas rivalizando com a The Ascension, Itami e Bálor os derrotaram no NXT TakeOver: R Evolution em 11 de dezembro. Itami sofreu sua primeira derrota no NXT em 15 de janeiro de 2015, quando foi derrotado por Bálor nas semi-finais do torneio que determinaria o desafiante ao NXT Championship. No TakeOver: Rival, Itami derrotou Tyler Breeze.
Em 27 de março, Itami ganhou um torneio no WrestleMania Axxess ao derrotar Adrian Neville e, em seguida, Finn Bálor para obter um lugar na André the Giant Memorial Battle Royal no pré-show da WrestleMania 31, onde foi eliminado pelo eventual vencedor Big Show.
Em 7 de maio, ele sofreu uma grave lesão no ombro que iria levá-lo a ficar fora de ação por seis a oito meses.

## No wrestling
- Movimentos de finalização
  -     - Corkscrew roundhouse kick com o oponente ajoelhado[28][29]
    - Diving double foot stomp[18]
    - Single leg running dropkick[30]

  - Como Kenta
    - Busaiku he no Hizageri[31] / Busaiku Knee Kick[3][5] (Single leg running high knee)[31]
    - Game Over (Omoplata crossface)[1][32] – 2011–2014
    - Go 2 Sleep[3][1][5][31] (Fireman's carry acertando a cara do oponente no joelho)[33][34]  – Inovado[35]

- Movimentos secundários
  - Falcon Arrow[5][31] (Sitout suplex slam)
  - Fisherman buster[5]
  - Multiple kick variado[31]
    - Koutoubu Kick (Roundhouse kick)[5]

  - Slingshot leg drop[5]
  - Standing or a running high-angle sitout powerbomb[5]
  - Tiger suplex[5]
  - Tornado DDT nas corda do ring[36][37][30][38]
  - Ura Go 2 Sleep (Argentine backbreaker rack feito na parte de trás da cabeça do oponente)[31] – Innovated

- Alcunhas
  - "Black Sun"[39]
  - "International/Japanese Sensation"[40][41]

- Temas de entrada
  - "Art & Life" por Twista com Young Chris, Memphis Bleek, e Freeway[31] (Noah)
  - "What You Know (Instrumental)" por T.I.[31] (Noah)
  - "Enio" por SebastiAn[1]
  - "Tokiwakita (Time Has Come)" por CFO$[42] (WWE NXT; 2014–presente)

## Títulos e prêmios
- Alianza Latinoamericana de Lucha Libre
  - Torneo Latino Americano de Lucha Libre (2013)[43]

- Pro Wrestling Illustrated
  - **PWI o colocou na #22ª posição dos 500 melhores lutadores individuais em 2013[44]

- Pro Wrestling NOAH
  - GHC Heavyweight Championship (1 vez)[1][45]
  - GHC Junior Heavyweight Championship (3 vezes)[1]
  - GHC Junior Heavyweight Tag Team Championship (3 vezes) – com Naomichi Marufuji (1),[46] Taiji Ishimori (1) e Yoshinobu Kanemaru (1)[1]
  - GHC Tag Team Championship (1 vez) – com Maybach Taniguchi[1][47]
  - 2 Days Tag Tournament (2011) – com Yoshihiro Takayama
  - Differ Cup (2005)
  - Global League Tournament (2012)[32]
  - Global Tag League ([2013)  – com Yoshihiro Takayama[48]
  - Matsumoto Day Clinic Cup Contention Heavyweight Battle Royal (2013)[49]
  - One Day Six Man Tag Team Tournament (2002) – com Kenta Kobashi e Kentaro Shiga[50]
  - Nippon TV Cup Junior Heavyweight Tag League (2007, 2008, 2010) – com Taiji Ishimori (2007, 2008) e Atsushi Aoki (2010)[1][51]
  - Global Tag League Fighting Spirit Award (2014) – com Yoshihiro Takayama[52]

- Tokyo Sports
  - Best Bout Award (2006) vs. Naomichi Marufuji, 29 de outubro de 2006[53]
  - Best Tag Team Award (2003) com Naomichi Marufuji[53]
  - Outstanding Performance Award (2013)[54]
  - Technique Award (2011)[55]

- Wrestling Observer Newsletter
  - Best Wrestling Maneuver (2006, 2007) Go 2 Sleep[56]
  - Tag Team of the Year (2003, 2004) com Naomichi Marufuji[56]
- WWE
  - Andre the Giant Memorial Battle Royal Qualifying Tournament (2015)